# Miranda (lune)
Vous lisez un « article de qualité » labellisé en 2011.
Pour les articles homonymes, voir Miranda.
Miranda, également connue sous le nom d'Uranus V, est un satellite naturel d'Uranus. Cette lune fut découverte en 1948 par Gerard Kuiper. Elle porte le nom de Miranda, la fille du magicien Prospero qui apparaît dans la tragi-comédie La Tempête de William Shakespeare. Miranda n'a été approchée qu'une seule fois, par la sonde Voyager 2 en janvier 1986. De tous les satellites naturels d'Uranus, Miranda est celui dont la sonde a fait les meilleures images. Néanmoins, durant le survol de la sonde, l'hémisphère nord était plongé dans la nuit ; les observations se sont donc limitées à l'hémisphère sud.
Miranda est la plus petite des cinq principales lunes en orbite autour d'Uranus. Elle est aussi la plus proche de cette planète, à seulement 129 900 km et la moins dense. Sa surface semble composée de glace d'eau mêlée à des composés de silicates et de carbonates ainsi qu'à de l'ammoniac. À l'instar des autres lunes d'Uranus, son orbite est inscrite dans un plan perpendiculaire à l'orbite de la planète autour du Soleil, ce qui provoque des variations saisonnières extrêmes en surface. En cela, elle suit la rotation atypique de la planète qui tourne selon un axe quasiment parallèle au plan de son orbite autour du Soleil. Comme les autres lunes d'Uranus, Miranda s'est très probablement formée à partir d'un disque d'accrétion, appelé sous-nébuleuse, qui entourait la planète peu après sa formation, ou après l’événement catastrophique qui lui a donné son inclinaison. Cependant, Miranda présente une inclinaison de 4,338° par rapport au plan de l’équateur uranien, inclinaison qui est la plus marquée parmi celles des lunes majeures. Cette petite lune, qui aurait pu n'être qu'un corps glacé et inerte couvert de cratères d'impacts, est en fait un surprenant, et unique, patchwork de zones très variées. La surface de Miranda comprend de vastes plaines vallonnées piquées de cratères et traversées par un réseau de failles escarpées et de rupes. Cette surface présente surtout trois impressionnantes couronnes, aussi appelées « coronae », dont les diamètres dépassent les 200 km. Ces formations géologiques ainsi que l’inclinaison anormale de l'orbite signent une activité géologique et une histoire complexe. Miranda aurait été marquée par des forces de marée, des mécanismes de résonances orbitales, un processus de différenciation planétaire partielle ainsi que par des mouvements de convection, d’expansion de son manteau et des épisodes de cryovolcanisme.

## Découverte et étymologie

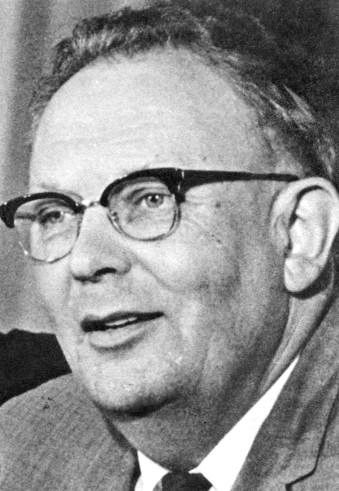
Le découvreur de Miranda, l'astronome Gerard Kuiper en 1963.

Miranda est découverte le 16 février 1948 par l'astronome américano-hollandais Gerard Kuiper, depuis l'observatoire McDonald au Texas, 97 ans après la découverte de Ariel et Umbriel. Kuiper cherchait en fait à obtenir des données précises concernant les magnitudes relatives des quatre lunes d'Uranus alors connues : Ariel, Umbriel, Titania et Obéron.
À la suite d'une proposition de John Herschel, fils du découvreur d'Uranus William Herschel, toutes les lunes d'Uranus sont nommées d'après des personnages des œuvres de William Shakespeare ou d'Alexander Pope. Miranda est la fille du magicien Prospero, duc de Milan, dans la comédie La Tempête. Par ailleurs, cette lune est aussi appelée « Uranus V ».
Dans le même esprit, les noms des formations géologiques remarquables de Miranda proviennent des lieux où se déroulent les principales intrigues de l’œuvre de Shakespeare.

## Orbite

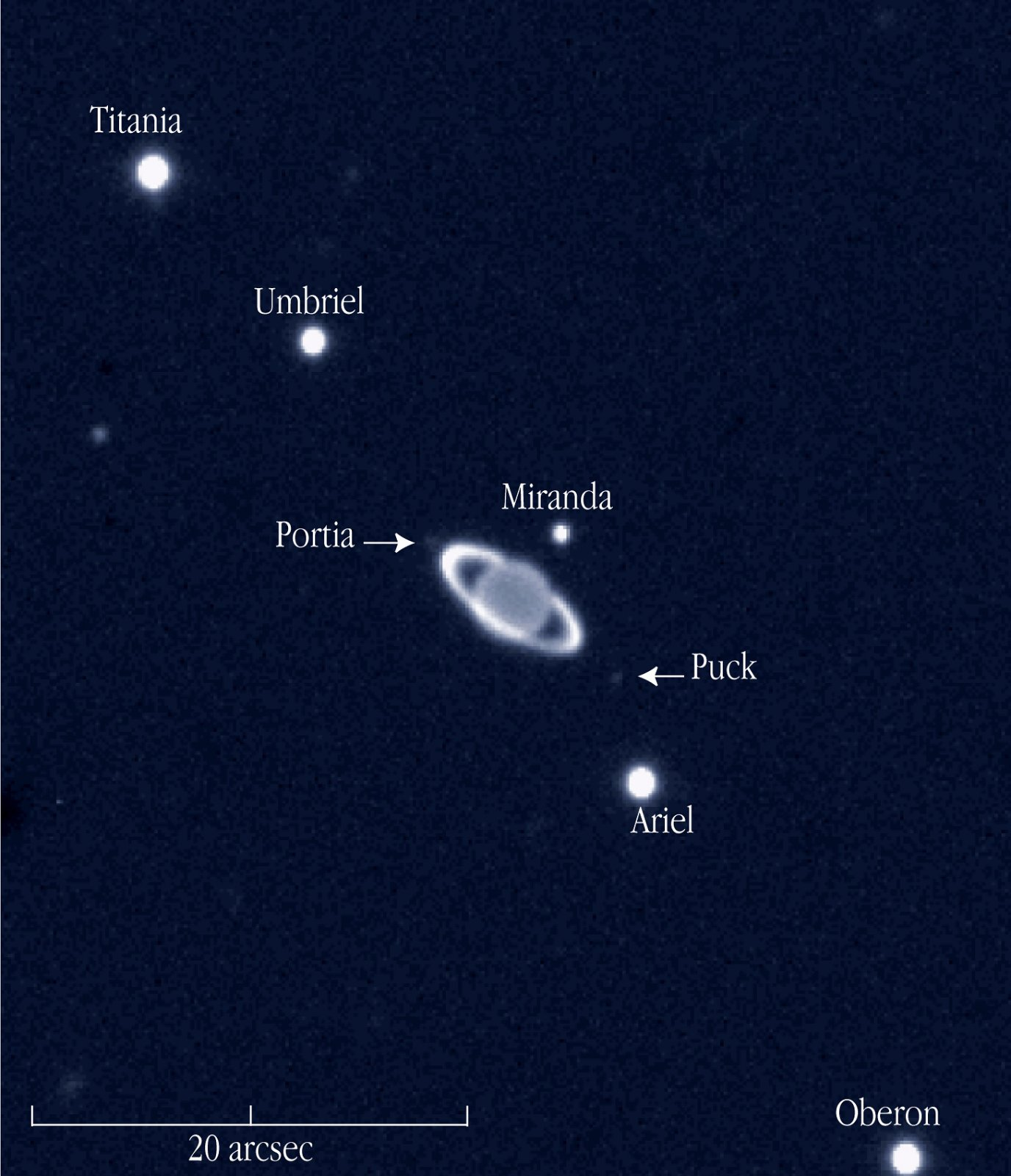
Miranda, Uranus et les autres lunes photographiées par l'observatoire du Cerro Paranal.

Miranda est le plus proche des principaux satellites naturels d'Uranus. Éloignée d’approximativement 129 900 km d'Uranus, cette lune est sur une orbite qui possède une inclinaison et une excentricité notables par rapport au plan de l'équateur uranien,. Son excentricité est d'un ordre de magnitude supérieur à celui des autres satellites naturels d'Uranus. Ces paramètres orbitaux pourraient être la conséquence de résonances orbitales anciennes avec d'autres lunes uraniennes. Ainsi Miranda pourrait avoir été en résonance 3:1 avec Umbriel. Elle pourrait aussi avoir été en résonance 5:3 avec Ariel. Uranus est moins aplatie à ses pôles et plus petite, par rapport à ses satellites, que Jupiter ou Saturne. De ce fait, ses lunes peuvent plus facilement se soustraire aux forces qui maintiennent leur orbite en résonance. C'est en échappant à ces résonances que Miranda aurait gagné son excentricité et surtout son inclinaison orbitale singulière.
La période orbitale de Miranda est de 1,413 journées terrestres, et elle coïncide avec sa période de rotation. Miranda est donc en rotation synchrone et présente toujours la même face à Uranus. Cette orbite lui donne un hémisphère uranien (toujours orienté vers Uranus) et un hémisphère anti-uranien (qui tourne en permanence le dos à la planète). De même elle possède un hémisphère à l'apex du mouvement orbital, c'est-à-dire qui fait en permanence face à la direction vers laquelle se déplace Miranda, et un hémisphère à l'anti-apex, qui est en permanence rivé dans la direction d'où provient la lune. Cependant ces hémisphères (et les pôles géographiques qu'ils impliquent) n'ont pas toujours été ceux observés par la sonde Voyager 2 lors de son passage : des preuves ont été trouvées de l’existence d'une ancienne orientation. Cette ancienne orientation était associée à un paléopole (le pôle autour duquel l'astre tournait alors) ainsi qu'à un paléoapex, puisqu'il semble qu'elle était déjà alors en rotation synchrone.
L'orbite de Miranda est complètement inscrite dans la magnétosphère d'Uranus. L'hémisphère arrière des satellites dont l'orbite est entièrement située au sein de la magnétosphère de la planète est influencé par le plasma magnétosphérique en rotation avec la planète. Ce bombardement pourrait entraîner l'assombrissement des hémisphères arrière de l'ensemble des satellites majeurs uraniens à l'exception d'Obéron. Miranda capture en effet les particules magnétosphériques chargées. En 1986 la sonde Voyager 2 permit d'observer une baisse prononcée du nombre de particules énergétiques à proximité de l'orbite des lunes uraniennes.
À l'instar des autres satellites d'Uranus, Miranda orbite dans le plan équatorial uranien. Cependant l'axe de rotation d'Uranus est quasiment inscrit dans son plan orbital. Ainsi, les pôles géographiques de la lune sont continuellement éclairés durant 42 ans, puis plongés dans la nuit pour la même période de temps. Aussi, Miranda est sujette à des cycles saisonniers extrêmes tels qu'ils sont observés sur Terre aux pôles (voir Nuit polaire ou Jour polaire) autour des solstices. Le survol de Voyager 2 coïncida avec le solstice d'été de l'hémisphère sud de 1986, alors que la quasi-totalité de l'hémisphère nord était dans l'obscurité. Une fois tous les 42 ans, quand Uranus a un équinoxe et que la Terre s'inscrit dans son plan équatorial, les lunes d'Uranus peuvent s'occulter les unes les autres. Un certain nombre de ces événements ont eu lieu en 2006-2007, notamment une occultation d'Ariel par Miranda le 15 juillet 2006 à 00:08 UT et une occultation d'Umbriel par Miranda le 6 juillet 2007 à 01:43 UT.

## Composition et structure interne

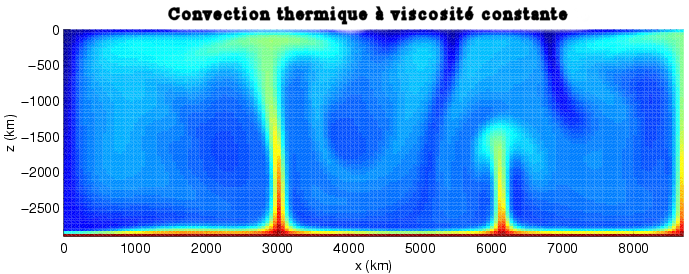
Un phénomène de convection thermique à viscosité constante.

Il existe une distinction claire entre les différents satellites selon leur forme. Leur taille implique qu'ils sont sphériques ou non. Les satellites ayant un diamètre supérieur à 400 km sont sphériques et la taille de leur relief est alors négligeable devant la taille de l'astre. Avec un rayon moyen de 235 km, Miranda est proche de cette limite. Il est le moins dense des satellites majeurs d'Uranus. Sa densité de 1,15 ± 0,15 g cm−3 est proche de celle de la glace d'eau. L'observation de sa surface dans les longueurs d'onde de l'infrarouge a permis de caractériser, en surface, la présence de glace d'eau mêlée à des composés de silicates et de carbonates. Les mêmes observations de surface pourraient aussi caractériser la présence d’ammoniac (NH3) dans une proportion de 3 %. Au regard des mesures faites par la sonde Voyager 2, la proportion de roches représenterait entre 20 et 40 % de la masse totale de la lune.
Miranda pourrait s'être partiellement différenciée en un noyau de silicates et un manteau de glaces. Dans ce cas, le manteau gelé aurait une épaisseur de 135 km alors que le noyau aurait un rayon d'environ 100 km. Selon cette configuration, l’évacuation de la chaleur interne de la lune se serait alors opérée par conduction thermique. Cependant l'observation des coronae pourrait être le témoignage d'un mouvement de convection thermique en surface. Ce mouvement est issu des profondeurs de la lune, qui se serait alors substitué au phénomène de conduction, justifiant une différenciation partielle.

## Géographie
Miranda possède une surface étonnante et unique en son genre,. Parmi les structures géologiques qui la recouvrent figurent fractures, failles, vallées, cratères, crêtes, gorges, dépressions, falaises et des terrasses,. En effet, cette lune de la taille d'Encelade est une surprenante mosaïque de zones très variées. Certaines régions sont anciennes et ternes. À ce titre, elles portent de très nombreux cratères d'impacts comme cela est attendu d'un petit corps inerte. D'autres régions sont faites de bandes rectangulaires ou ovoïdes. Elles comportent des ensembles complexes de crêtes et de rupes (escarpements de failles) parallèles ainsi que de nombreux affleurements de matériaux brillants et sombres, suggérant une composition exotique. Cette lune n'est très probablement composée que de glace d'eau en surface, ainsi que de roches de silicate et d'autres composés organiques plus ou moins ensevelis.

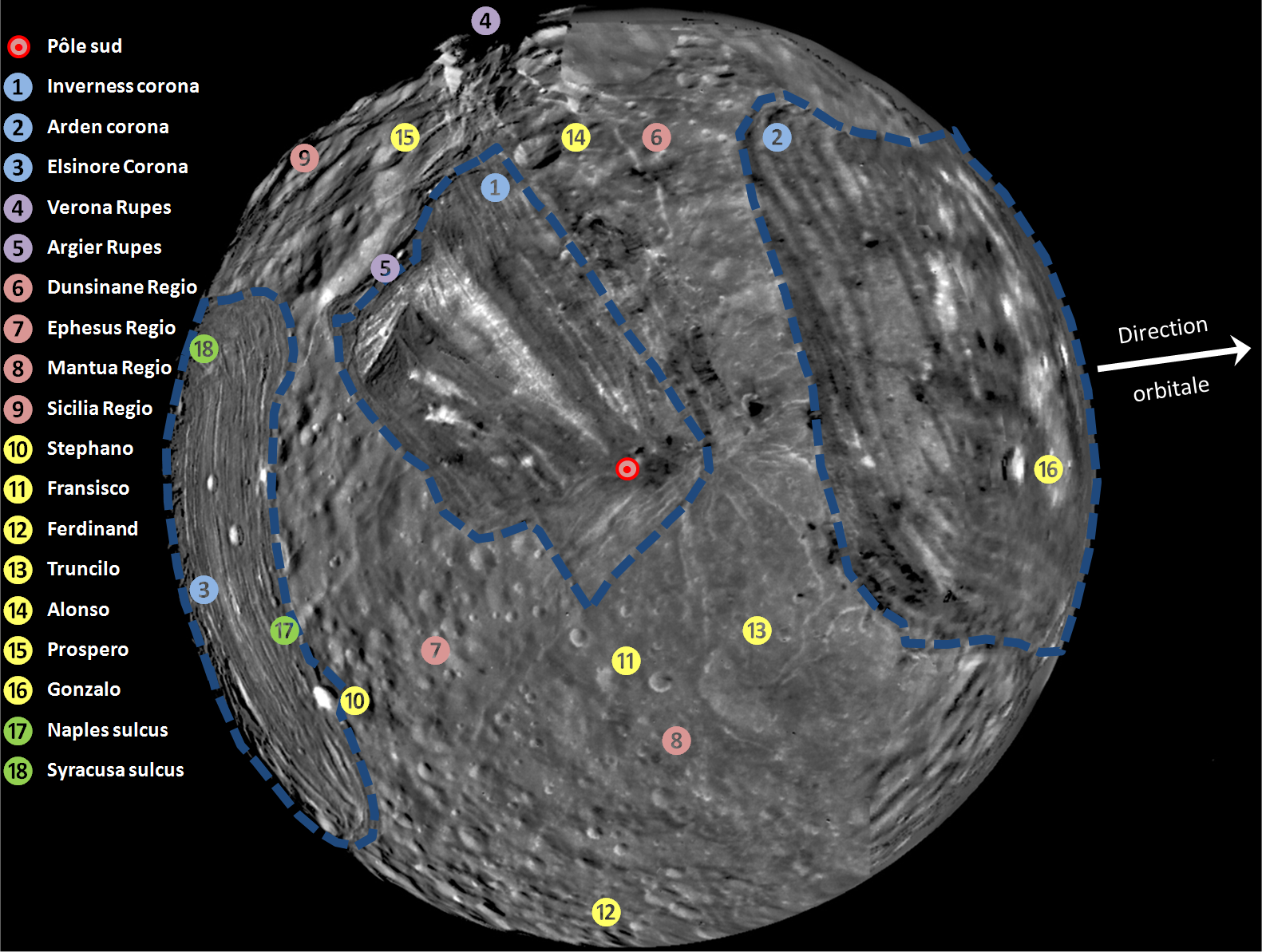
Illustration des positions des principales structures géologiques sur une image de Miranda.

| Nom              | Type     | Longueur (diamètre) (km) | Latitude (°) | Longitude (°) | Origine du nom                                                               |
| ---------------- | -------- | ------------------------ | ------------ | ------------- | ---------------------------------------------------------------------------- |
| Mantua Regio     | Regiones | 399                      | -39.6        | 180.2         | Région italienne d'une partie de l'intrigue des Deux Gentilshommes de Vérone |
| Ephesus Regio    | Regiones | 225                      | -15          | 250           | La maison des jumeaux en Turquie dans La Comédie des erreurs                 |
| Sicilia Regio    | Regiones | 174                      | -30          | 317.2         | Région italienne de l'intrigue du Conte d'hiver                              |
| Dunsinane Regio  | Regiones | 244                      | -31.5        | 11.9          | Région du château de Grande-Bretagne dans lequel Macbeth est vaincu          |
| Arden corona     | Coronae  | 318                      | -29.1        | 73.7          | Forêt de Grande-Bretagne où se déroule l'intrigue de Comme il vous plaira    |
| Elsinore corona  | Coronae  | 323                      | -24.8        | 257.1         | Région du château danois d'Hamlet                                            |
| Inverness corona | Coronae  | 234                      | -66.9        | 325.7         | Région du château écossais de Macbeth                                        |
| Argier Rupes     | Rupes    | 141                      | -43.2        | 322.8         | Région française où se déroule le début de l'intrigue de La Tempête          |
| Verona Rupes     | Rupes    | 116                      | -18.3        | 347.8         | Région italienne où se déroule l'intrigue de Roméo et Juliette               |
| Alonso           | Cratères | 25                       | -44          | 352.6         | Roi de Naples dans La Tempête                                                |
| Ferdinand        | Cratères | 17                       | -34.8        | 202.1         | Fils du roi de Naples dans La Tempête                                        |
| Francisco        | Cratères | 14                       | -73.2        | 236           | Un seigneur de Naples dans La Tempête                                        |
| Gonzalo          | Cratères | 11                       | -11.4        | 77            | Un honnête vieux conseiller de Naples dans La Tempête                        |
| Prospero         | Cratères | 21                       | -32.9        | 329.9         | Duc légitime de Milan dans La Tempête                                        |
| Stephano         | Cratères | 16                       | -41.1        | 234.1         | Un majordome ivre dans La Tempête                                            |
| Trinculo         | Cratères | 11                       | -63.7        | 163.4         | Un bouffon dans La Tempête                                                   |

### Les regiones
Les regiones identifiées sur les images prises par la sonde Voyager 2 sont nommées « Mantua Regio », « Ephesus Regio », « Sicilia Regio » et « Dunsinane Regio ». Elles désignent des régions de Miranda où se succèdent les terrains vallonnés et les plaines, plus ou moins fortement marqués de cratères d'impacts anciens. Des failles normales marquent aussi ces anciennes régions. Certains escarpements de faille sont aussi anciens que la formation des regiones alors que d'autres sont beaucoup plus récents et semblent s'être formés après les coronae. Ces failles sont accompagnées de grabens caractéristiques d'une activité tectonique ancienne. La surface de ces régions est assez uniformément sombre. Cependant les falaises bordant certains cratères d'impacts révèlent, en profondeur, la présence de matériaux beaucoup plus lumineux.

### Les coronae

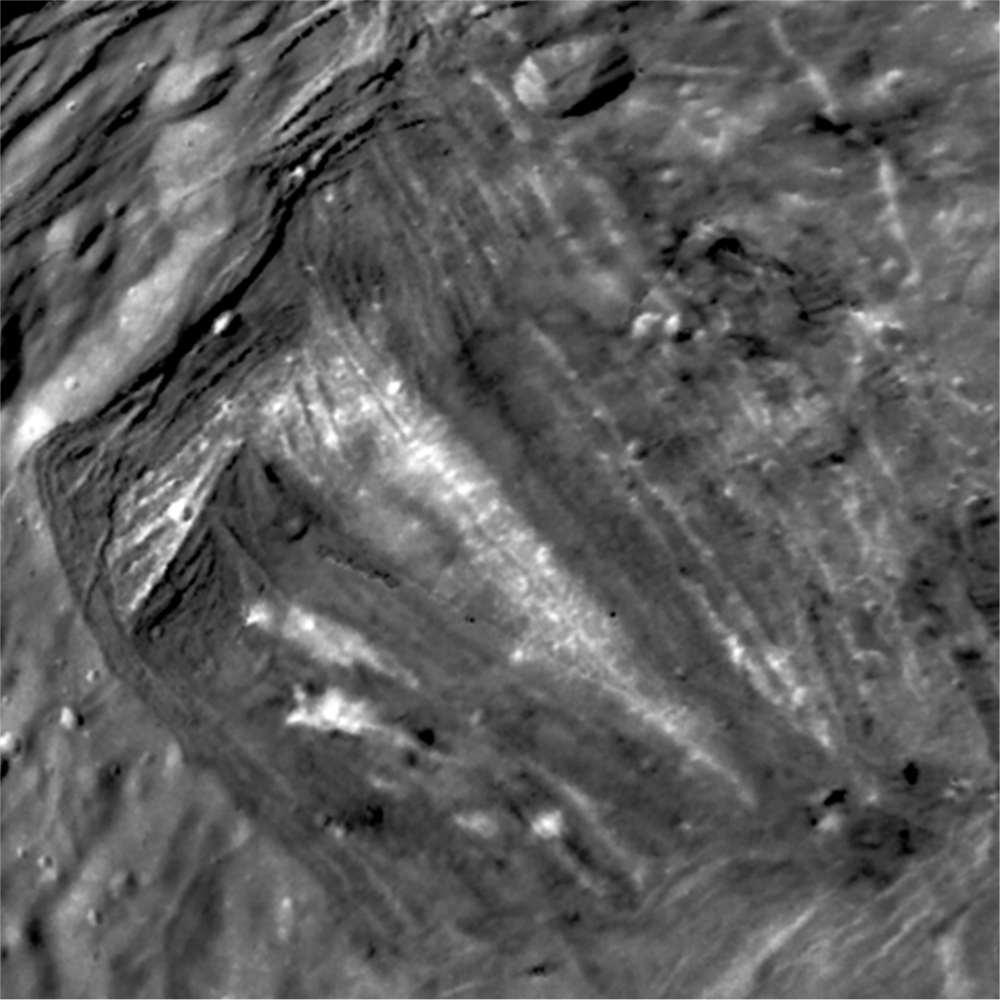
La coronna Inverness est caractérisée par son « chevron » central blanc. Le cratère Alonso est visible en haut à droite, ainsi que les falaises dArgier Rupes dans la partie supérieure gauche.

Miranda est l'un des rares astres du système solaire à posséder des couronnes (aussi appelées coronae). Les trois couronnes observées sur Miranda sont nommées « Inverness » à proximité du pôle sud, « Arden » à l'apex du mouvement orbital de la lune et « Elsinor » à l'antapex. Les contrastes d'albédo les plus élevés à la surface de Miranda se manifestent au sein des coronae Inverness et Arden.

#### Inverness
La couronne Inverness est une région trapézoïdale d'environ 200 km de côté qui se trouve près du pôle sud. Cette région est caractérisée par une structure géologique centrale qui prend la forme d'un chevron lumineux, une surface à l'albédo relativement élevé et par une série de gorges qui se déploient vers le nord à partir d'un point situé près du pôle sud. À une latitude d'environ -55° les gorges orientées nord-sud ont tendance à en croiser d'autres, qui suivent une direction est-ouest. La limite extérieure d’Inverness, aussi bien que ses motifs internes de crêtes et de bandes d'albédos contrastées, forment de nombreux angles saillants. Elle est délimitée sur trois côtés (sud, est et nord) par un système complexe de failles. La nature de la côte ouest est moins claire, mais peut aussi être tectonique. Au sein de la couronne, la surface est dominée par des gorges parallèles espacées de quelques kilomètres. Le faible nombre de cratères d'impacts permet d'établir qu'Inverness est la plus jeune parmi les trois coronae observées à la surface de Miranda.

#### Arden
La couronne géologique Arden, présente dans l'hémisphère avant de Miranda, s'étend sur environ 300 km d'est en ouest. L'autre dimension, par contre, reste inconnue car le terrain s'étendait par-delà le terminateur (sur l'hémisphère plongé dans la nuit) lorsque Voyager 2 l'a photographiée. La marge extérieure de cette corona forme des bandes parallèles et sombres qui ceinturent selon des courbes douces un noyau plus nettement rectangulaire sur au moins 100 km de large. Le tout forme une sorte d'« ovoïde de lignes ». L'intérieur et la ceinture d’Arden montrent des morphologies très différentes. La topographie intérieure apparaît régulière et douce. Elle se caractérise aussi par un motif marbré résultant de larges plaques d'un matériau relativement lumineux dispersés sur une surface généralement sombre. La relation stratigraphique entre les marques claires et sombres n'a pas pu être déterminée à partir des images fournies par Voyager 2. La zone en marge d'Arden est caractérisée par des bandes d'albédo concentriques qui s'étendent de l'extrémité ouest de la couronne où ils croisent un terrain cratériforme (près de 40° de longitude) et sur le côté est, où ils s'étendent au-delà du terminateur, dans l'hémisphère nord (près de 110° de longitude). Les bandes d'albédo contrastées sont composées de faces extérieures d'escarpement de faille. Cette succession d'escarpements enfonce progressivement le terrain dans un creux profond le long de la frontière entre Arden et le terrain cratériforme nommé « Mantua Regio ». Arden s'est formée lors d'un épisode géologique qui a précédé la formation d’Inverness mais qui est contemporain de la formation d’Elsinor.

#### Elsinor
Elsinor désigne la troisième corona, qui a été observée dans l'hémisphère arrière de Miranda, le long du terminateur. Elle est globalement similaire à Arden en ce qui concerne sa taille et sa structure interne. Elles ont toutes les deux une ceinture extérieure d'environ 100 km de large, qui s'enroule autour d'un noyau interne. La topographie du cœur d’Elsinor se compose d'un ensemble complexe d'intersections de creux et de bosses qui sont tronqués par cette ceinture extérieure qui est marquée par des crêtes linéaires à peu près concentriques. Les creux comprennent également de petits segments de terrains vallonnés et cratérisés. Elsinor présente aussi des segments de sillons, appelés « sulcus », comparables à ceux observés sur Ganymède, lune de Jupiter.

### Les rupes

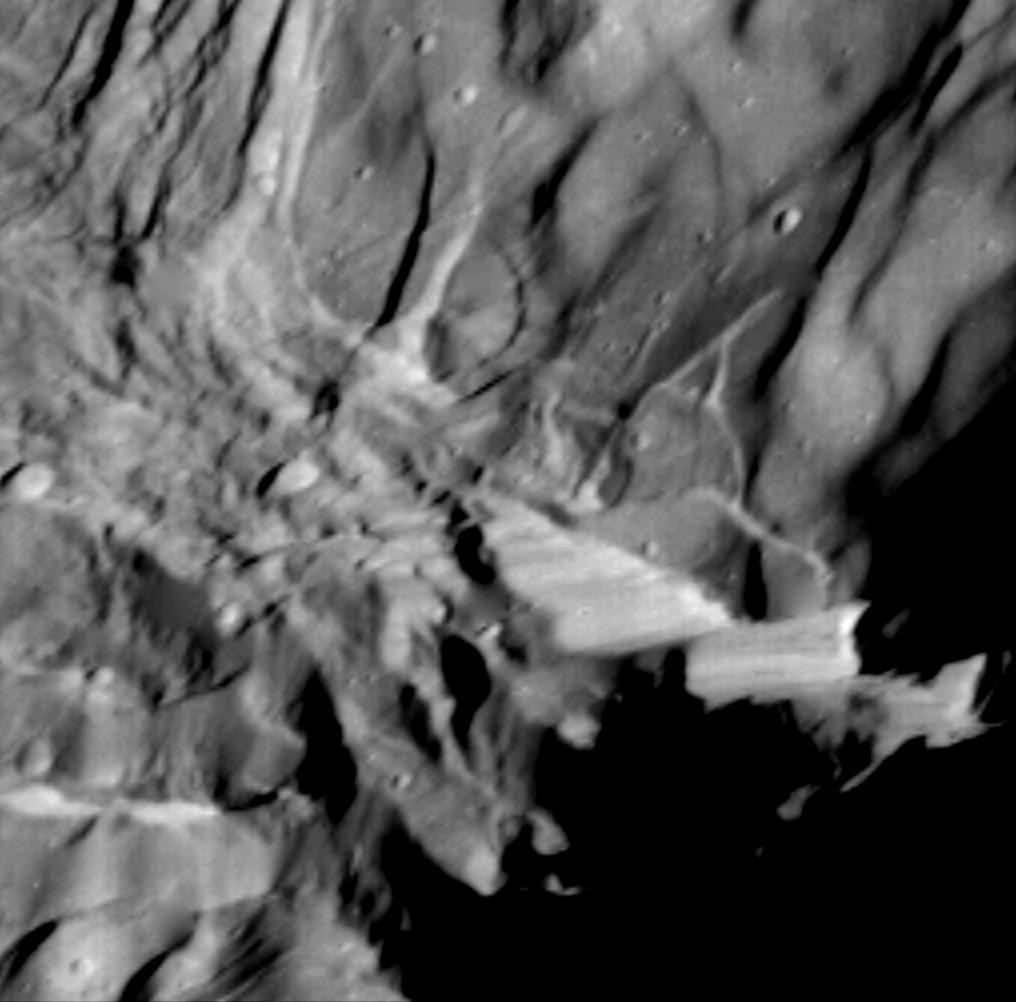
Vue rapprochée de Verona Rupes, une falaise de 5 km de haut.

Miranda présente aussi d'énormes escarpements de failles qui peuvent être retracés à travers la lune. Certains d'entre eux sont plus âgés que les coronae, d'autres plus jeunes. Le système de failles le plus spectaculaire commence à une profonde vallée visible au terminateur.
Ce réseau de failles débute sur le côté nord-ouest d’Inverness où il forme une gorge profonde sur le bord externe de l'ovoïde qui ceinture la couronne. Cette formation géologique est nommée « Argier Rupes ».
La faille la plus impressionnante s'étend ensuite jusqu'au terminateur, en prolongement du sommet du « chevron » central d’Inverness. Près du terminateur, une gigantesque falaise lumineuse, nommée « Verona Rupes » forme des grabens complexes. La faille est d'une largeur d'environ 20 km, le graben au bord lumineux est de 10 à 15 km de profondeur. La hauteur de la falaise en à-pic est de 5 à 10 km. Bien qu'elle n'ait pu être observée par la sonde Voyager 2 sur la face plongée dans la nuit polaire de Miranda, il est probable que cette structure géologique s'étende au-delà du terminateur dans l'hémisphère nord.

### Les cratères d'impacts
Lors du survol rapproché de Voyager 2 en janvier 1986, seuls les cratères sur l'hémisphère sud de Miranda ont pu être observés. Ils avaient des diamètres de 500 m à 50 km. Ces cratères ont des morphologies très variées. Certains ont des bordures bien définies et sont parfois ceinturés de dépôts d'éjecta caractéristiques des cratères d'impacts. D'autres sont très dégradés et parfois à peine reconnaissables, tant leur topographie a été altérée. L'âge d'un cratère ne donne pas d'indication sur la date de formation du terrain qu'il a marqué. Par contre, cette date dépend du nombre de cratères présents sur un terrain, indépendamment de leur âge. En effet, plus un terrain est marqué de cratères d'impacts, plus il est ancien. Les scientifiques utilisent ces « chronomètres planétaires », ils décomptent des cratères observés pour dater la formation des terrains de satellites naturels inertes et dépourvus d’atmosphères, comme Callisto.
Aucun cratère à anneau multiple, ni aucun cratère complexe, présentant un piton central, n'a été observé sur Miranda. Des cratères simples, c'est-à-dire dont la cavité est en forme de bol, et des cratères transitoires (à fond plat) sont la norme, sans que leur diamètre soit corrélé à leur forme. Ainsi des cratères simples de plus de 15 km sont observés alors qu’ailleurs des cratères transitoires de 2,5 km ont été identifiés. Les dépôts d'éjectas sont rares, et ne sont jamais associés à des cratères de plus de 15 km de diamètre. Les éjectas qui entourent parfois les cratères d'un diamètre inférieur à 3 km semblent systématiquement plus lumineux que la matière qui les entourent. D'autre part, les éjectas associés à des cratères d'une taille comprise entre 3 km et 15 km sont généralement plus sombres que ce qui les entoure (l’albédo de l'éjecta est inférieur à celui de la matière qui les entoure). Enfin quelques gisements d'éjectas, associés à des diamètres de toutes tailles, sont d'un albédo comparable à celui de la matière sur laquelle ils reposent.

#### Dans les regiones
Dans quelques regiones, et particulièrement dans celles de la partie visible de l'hémisphère anti-uranien (qui tourne continuellement le dos à la planète), les cratères sont très fréquents. Ils sont parfois collés les uns aux autres avec un très faible espace entre chacun. Ailleurs, les cratères sont moins fréquents et sont séparés par de vastes surfaces faiblement ondulées. Le rebord de nombreux cratères est encerclé par un matériau lumineux alors que des trainées de matériaux sombres sont observées sur les murs qui ceinturent le fond des cratères. Dans la Matuna regio, entre les cratères Truncilo et Fransesco, on observe une gigantesque structure géologique circulaire de 170 km de diamètre qui pourrait être un bassin d'impact très fortement dégradé. Ces constatations permettent de penser que ces régions contiennent un matériau brillant en faible profondeur, alors qu'une couche d'un matériau sombre (ou d'un matériau qui s'assombrit au contact du milieu extérieur) est présente, plus en profondeur.

#### Dans les coronae
Les cratères sont statistiquement jusqu'à dix fois moins nombreux dans les coronae que dans les regiones anti-uraniennes, ce qui indique que ces formations sont plus jeunes.
La densité de cratères d'impacts a pu être établie pour différentes zones d’Inverness, et a permis d'établir l'âge de chacune. Au regard de ces mesures, l'ensemble de la formation géologique s'est formé dans une relative unité de temps. Cependant d'autres observations permettent d'établir que la zone la plus jeune, au sein de cette couronne, est celle qui sépare le « chevron », d’Argier Rupes.
La densité des cratères d'impacts dans le noyau et dans la ceinture d’Arden diffère mais reste statistiquement similaire. Les deux parties distinctes de cette formation doivent donc s'être inscrites dans un épisode géologique commun. Néanmoins, la superposition de cratères sur des bandes du noyau central d’Arden indique que sa formation a précédé celle des escarpements qui l'entourent. Les données issues des cratères d'impacts peuvent être interprétées comme suit : l'intérieur et les zones marginales de la couronne, dont la plupart des bandes albédo, se sont formés durant la même période de temps. Leur formation a été suivie d'évolutions tectoniques postérieures qui ont produit les escarpements de faille en haut-relief observés le long du bord de la couronne à proximité de la longitude 110°.
La densité de cratères d'impacts semble la même dans la structure qui entoure Elsinor que dans son noyau central. Là encore, les deux zones de la couronnes semblent s'être formées durant une même période géologique. Néanmoins d'autres éléments géologiques permettent de penser que le pourtour d’Elsinor est plus jeune que son noyau.

#### Autres observations
Par ailleurs, il est observé que le nombre de cratères devrait être plus élevé dans l'hémisphère à l'apex du mouvement orbital qu'à l'antapex. Cependant c'est l'hémisphère anti-uranien qui est le plus dense en cratères. Cette situation pourrait être expliquée par un événement passé ayant provoqué une réorientation de l'axe de rotation de Miranda de 90° par rapport à celui qui est connu actuellement. Dans ce cas, l'hémisphère du paleoapex de la lune serait devenu l'hémisphère anti-uranien actuel. Cependant le décompte des cratères d'impacts étant limité au seul hémisphère sud, illuminé lors du passage de la sonde Voyager 2, il est possible que Miranda ait connu une réorientation plus complexe et que son paleoapex se trouve quelque part dans l'hémisphère nord, qui n'a pu être photographié.

## Origine et formation
Miranda soulève un intéressant problème géologique. Plusieurs scénarios sont proposés pour expliquer sa formation et son évolution géologique. L'un d'eux postule qu'elle résulterait de l'accrétion d'un disque de gaz et de poussières appelé « sous-nébuleuse ». Cette sous-nébuleuse, soit a existé autour d'Uranus quelque temps après sa formation, soit a été créée à la suite d'un impact cosmique qui aurait donné sa grande obliquité à l'axe de rotation d'Uranus. Cependant cette relativement petite lune présente des étendues étonnamment jeunes par rapport à l'échelle des temps géologiques. Il semble en effet que les formations géologiques les plus récentes ne datent que de quelques centaines de millions d'années. Toutefois les modèles thermiques applicables aux lunes de la taille de Miranda prédisent un refroidissement rapide et l'absence d'évolution géologique consécutive à son accrétion depuis une sous-nébuleuse. Une activité géologique sur une si longue période ne peut être justifiée ni par la chaleur résultant de l'accrétion initiale, ni par la chaleur générée par la fission des matériaux radioactifs impliqués dans la formation.
Miranda a la plus jeune surface parmi celles des satellites du système uranien, ce qui indique que sa géographie a connu les évolutions les plus importantes. Cette géographie serait expliquée par une histoire géologique complexe incluant une combinaison encore méconnue de différents phénomènes astronomiques. Parmi ces phénomènes figureraient les forces de marée, les mécanismes de résonances orbitales, les processus de différenciation partielle ou encore des mouvements de convection.
L'étonnant patchwork géologique qui compose sa géographie pourrait être en partie le fruit d'une collision catastrophique avec un impacteur. Cet événement pourrait avoir complètement disloqué Miranda après sa formation initiale. Les différents morceaux se seraient ensuite ré-assemblés, puis progressivement réorganisés sous la forme sphérique que la sonde Voyager 2 a photographiée. Certains scientifiques parlent même de plusieurs cycles de collision/ré-accrétion de la lune. Cette hypothèse géologique est cependant dépréciée en 2011 au bénéfice des hypothèses impliquant les forces de marées uraniennes. Ces dernières auraient tiré et tourné les matériaux présents sous Inverness et Arden pour créer des escarpements de failles. Les étirements et la distorsion engendrée par la gravité d'Uranus pourraient avoir fourni, seuls, la source de chaleur nécessaire pour alimenter ces soulèvements.
Les plus anciennes régions connues à la surface de Miranda sont les plaines cratérisées telles que Sicilia Regio et Ephesus Regio. La formation de ces terrains fait suite à l'accrétion de l'astre puis à son refroidissement. Les fonds des plus anciens cratères sont ainsi partiellement recouverts d'un matériau venu des profondeurs de la lune que la littérature scientifique appelle « resurfaçage endogène ». Le fait que ce petit corps céleste présente des traces évidentes de resurfaçage endogène postérieure à sa formation a été une complète surprise. La jeunesse géologique de Miranda démontre en effet qu'une source de chaleur a pris alors le relais de la chaleur initiale fournie par l'accrétion de l'astre. L'explication la plus satisfaisante à l'origine de la chaleur qui a animé la lune est celle qui a expliqué quelques années plus tôt le volcanisme sur Io : une situation de résonance orbitale maintenant sur Miranda un important phénomène de force de marée engendré par Uranus.
Après cette première époque géologique, Miranda a connu une période de refroidissement qui a engendré une extension globale de son noyau et produit en surface des morcellements et des craquelures de son manteau, sous la forme de grabens. Il est en effet possible que la configuration des satellites Miranda, Ariel et Umbriel aient connu plusieurs importantes résonances des paires : Miranda/Ariel, Ariel/Umbriel et Miranda/Umbriel. Toutefois, contrairement à ceux observés sur la lune de Jupiter Io, ces phénomènes de résonances orbitales entre Miranda et Ariel n'ont pas pu conduire à une capture stable de la petite lune. Au lieu d'être capturée, la résonance orbitale de Miranda avec Ariel et Umbriel a pu conduire à l'accroissement de son excentricité et de son inclinaison orbitale. En échappant successivement à plusieurs résonances orbitales, Miranda a alterné des phases de chauffe et de refroidissement. Ainsi tous les grabens connus de Miranda ne se sont pas formés lors de ce second épisode géologique.
Une troisième époque géologique majeure survient avec la réorientation orbitale de Miranda et la formation d’Elsinore et Arden. Un volcanisme singulier, fait de coulées de matériaux solides pourrait alors avoir eu lieu, au sein des coronae en formation. Une autre explication proposée pour la formation de ces deux coronae serait le produit d'un diapir qui se serait formé dans le cœur de l'astre. À cette occasion Miranda se serait au moins partiellement différenciée. En considérant la taille et la position de ces coronae, il est possible que leur formation ait contribué à changer le moment d'inertie de la lune. Cela aurait pu provoquer une réorientation de 90° de Miranda. Un doute subsiste cependant quant à la concomitante de ces deux formations. Il est possible qu'à cette époque, la lune ait été déformée au point que son asphéricité et son excentricité l'aient, temporairement, entrainée dans un mouvement de rotation chaotique, tel que celui observé sur Hypérion. Si la réorientation orbitale de Miranda est survenue avant que les deux coronae ne se soient formées en surface, alors Elsinore serait plus ancienne qu’Arden. Des phénomènes de mouvements chaotiques engendrés par l'entrée en résonance 3:1 entre l'orbite de Miranda et celle d'Umbriel pourraient avoir contribué à un accroissement de l'inclinaison orbitale de Miranda supérieur à 3°.
Un dernier épisode géologique consiste en la formation d’Inverness qui semble avoir induit des tensions de surface qui ont donné lieu à la création de grabens additionnels au nombre desquels figure Verona Rupes et Argier Rupes. À la suite de ce nouveau refroidissement de Miranda, son volume total pourrait avoir augmenté de 4 %. Il est probable que ces différents épisodes géologiques se soient enchainés sans interruption.
Finalement, l'histoire géologique de Miranda pourrait s'être étalée sur une période de plus de 3 milliards d'années. Elle aurait débuté il y a 3,5 milliards d'années avec l'apparition des regiones fortement cratérisées pour se terminer il y a quelques centaines de millions d'années, avec la formation des coronae.
Les phénomènes de résonances orbitales, et principalement celui associé à Umbriel, mais aussi, dans une moindre mesure, celui d'Ariel, auraient eu une incidence importante sur l'excentricité orbitale de Miranda. À ce titre, ils auraient aussi contribué à l'échauffement interne et à l'activité géologique de la lune. L'ensemble aurait induit des mouvements de convections dans son substrat et permis un début de différenciation planétaire. Dans le même temps, ces phénomènes n'auraient que faiblement perturbé les orbites des autres lunes impliquées, qui sont plus massives que Miranda. Cependant, la surface de Miranda peut sembler trop torturée pour être le seul produit de phénomènes de résonance orbitale.
Après que Miranda s'est échappé de cette résonance avec Umbriel, par le biais d'un mécanisme qui l'a probablement entraîné dans son inclinaison orbitale actuelle, anormalement élevée, son excentricité aurait été amoindrie. Les forces de marées auraient alors gommé l’excentricité et la température au cœur de l'astre. Ceci lui aurait permis de retrouver une forme sphérique, sans lui permettre d'effacer les impressionnants artefacts géologiques tel que Verona Rupes. Cette excentricité étant la source des forces de marée, son amoindrissement aurait désactivé la source de chaleur qui alimentait l'activité géologique ancienne de Miranda, faisant de Miranda un astre froid et inerte.

## Exploration

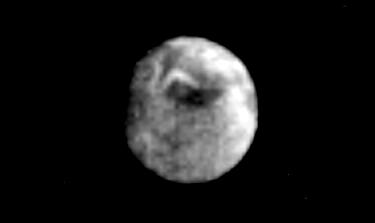
Photo prise par Voyager à 1,38 million de km.

Les seules images en haute résolution de Miranda ont été prises par la sonde spatiale Voyager 2, qui a photographié la lune durant son survol d'Uranus en janvier 1986. La plus proche distance entre Voyager 2 et Miranda a été de 29 000 km, significativement moins que la distance de la sonde à toutes les autres lunes uraniennes. Les meilleures images de Miranda ont une résolution spatiale de 500 m avec la qualité requise pour pouvoir en dresser une cartographie géologique et en dénombrer les cratères. Au moment du survol, l'hémisphère sud de Miranda (comme celui des autres lunes) était pointé vers le Soleil, de sorte que l'hémisphère nord (plongé dans la pénombre) n'a pas pu être étudié,. Aucun autre engin spatial n'a jamais visité Uranus (et Miranda). Le programme Uranus orbiter and probe, dont le lancement pourrait être programmé pour les années 2032 à 2033, devrait apporter des précisions sur la connaissance des satellites d'Uranus et notamment sur Miranda.